# 대나팔
《대나팔》(霹靂大喇叭: Where's Officer Tuba?)은 홍콩에서 제작된 진흔건 감독의 1986년 영화이다. 홍금보 등이 주연으로 출연하였고 홍금보 등이 제작에 참여하였다.

## 출연

### 주연
- 홍금보
- 왕조현

### 조연
- 장학우
- 강대위
- 원화
- 황정리
- 풍쉬범
- 진패
- 장충
- 후펑
- 예룽쭈
- 태보
- 임정영
- 원화
- 원규
- 전청
- 호대위
- 진국신
- 장젠팅